# Линия 7 (Стамбульский метрополитен)
Линия M7 "Йылдыз - Махмутбей" (тур. M7 Yıldız–Mahmutbey) — одна из 10 линий Стамбульского метро. Проходит на севере от линии М3 (Махмутбей) до района Бешикташ. Открыта 28 октября 2020 года. Последний участок был открыт 2 января 2023 года (Меджидийекёй — Йылдыз).

## Карта Линии

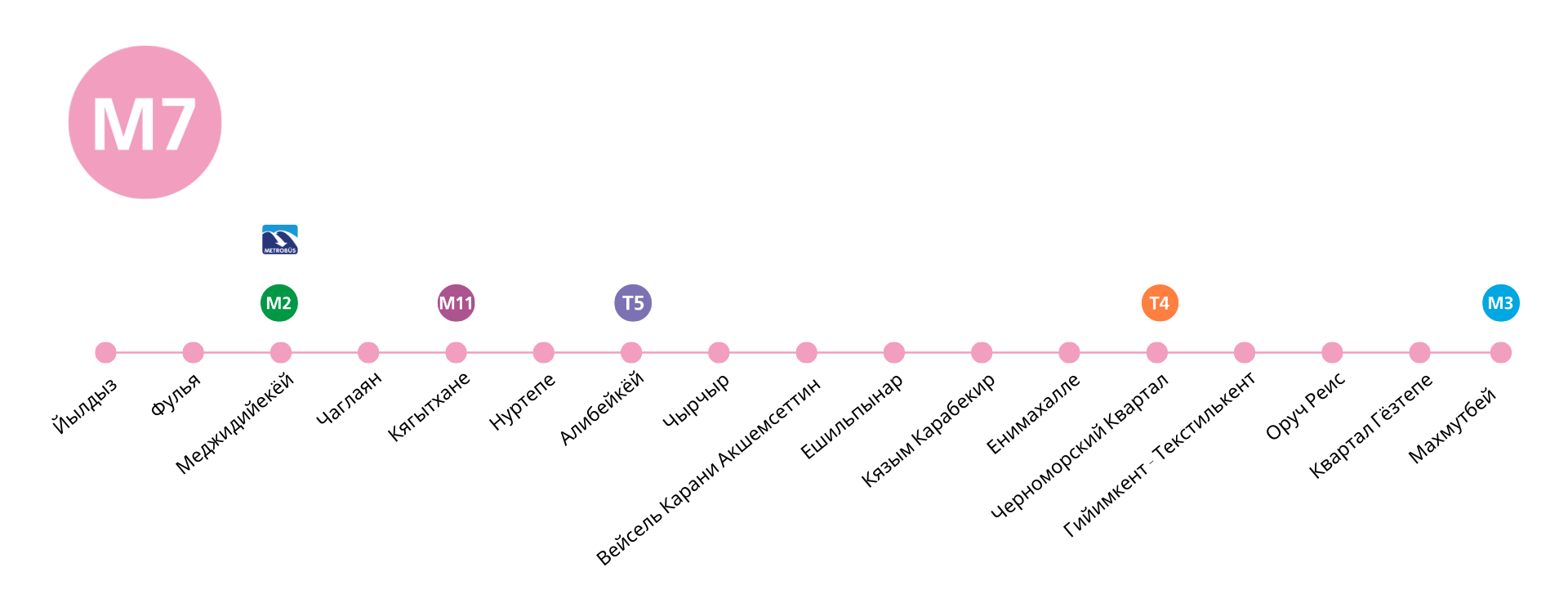
Схема линии

## Пересадки
| Пересадка на линию | Со станции           | На станцию       |
| ------------------ | -------------------- | ---------------- |
| Линия 2 и Метробус | Меджидийекёй         | Меджидийекёй     |
| Линия 11           | Кягытхане            | Кягытхане        |
| Трамвайная линия 5 | Алибейкёй            | Алибейкёй Метро  |
| Трамвайная линия 4 | Черноморский Квартал | Кипташ - Венеция |
| Линия 3            | Махмутбей            | Махмутбей        |

## Станции
| №  | Станция                      | Район         | Пересадка          |
| -- | ---------------------------- | ------------- | ------------------ |
| 1  | Йылдыз                       | Бешикташ      |                    |
| 2  | Фулья                        | Бешикташ      |                    |
| 3  | Меджидийекёй                 | Шишли         | Линия 2 и Метробус |
| 4  | Чаглаян                      | Кягытхане     |                    |
| 5  | Кягытхане                    | Кягытхане     | Линия 11           |
| 6  | Нуртепе                      | Кягытхане     |                    |
| 7  | Алибейкёй                    | Эйюпсултан    | Трамвайная линия 5 |
| 8  | Чырчыр                       | Эйюпсултан    |                    |
| 9  | Вейсель Карани - Акшемсеттин | Эйюпсултан    |                    |
| 10 | Ешильпынар                   | Эйюпсултан    |                    |
| 11 | Кязым Карабекир              | Газиосманпаша |                    |
| 12 | Енимахалле                   | Газиосманпаша |                    |
| 13 | Черноморский Квартал         | Газиосманпаша | Трамвайная линия 4 |
| 14 | Гийимкент - Текстилькент     | Эсенлер       |                    |
| 15 | Оруч Реис                    | Эсенлер       |                    |
| 16 | Квартал Гёзтепе              | Багджылар     |                    |
| 17 | Махмутбей                    | Багджылар     | Линия 3            |